# Adolfo Linares
Adolfo Linares Saiz (Caranceja, Reocín, Cantabria; 1946) es un político retirado y sacerdote católico español, exalcalde de Ruente y diputado del Parlamento de Cantabria entre 1983 y 1987 por el Partido Socialista de Cantabria-PSOE.